# Zgornja Ščavnica
Zgornja Ščavnica este o localitate din comuna Sveta Ana, Slovenia, cu o populație de 487 de locuitori.